# ماساجی تاباتا
ماساجی تاباتا (ژاپنی: 田畑政治؛ ۱ دسامبر ۱۸۹۸ – ۲۵ اوت ۱۹۸۴) وی فارغ التحصیل دانشگاه توکیو رئیس کمیته المپیک ژاپن، اهل ژاپن بود.